# ساری‌حصار
ساری‌حصار جماعت و شهرکی در جنوب غربی کشور تاجیکستان است که در ناحیهٔ بلجوان ولایت ختلان قرار دارد. جمعیت این جماعت ۴۲۱۸ است.